# Official Aotearoa Music Charts
Le Official Aotearoa Music Charts (precedentemente denominate come The Official NZ Music Charts; in maori Te Papa Tātai Waiata Matua o Aotearoa) sono le classifiche musicali della Nuova Zelanda riguardanti le prime quaranta posizioni dei singoli e degli album. Vengono pubblicate settimanalmente dalla Recorded Music NZ.
L'associazione pubblica anche le classifiche riguardanti i 20 migliori artisti e singoli della Nuova Zelanda ed infine i 10 migliori album compilation. Tutte le classifiche si basano sui dati delle vendite fisiche e digitali effettuate dai rivenditori di musica in Nuova Zelanda. La classifica inoltre pubblica le certificazioni d'oro e platino di album e singoli, secondo le soglie stabilite dalla Recorded Music NZ, attraverso il database radioscope.net.nz.

## Metodologia
La classifica dei singoli è basata sulla vendita e lo streaming delle canzoni. Fino a giugno del 2014, si basava solo sul primo parametro. In precedenza, anche l'airplay era stato preso in considerazione nella metodologia del conteggio.

## Storia
Dal maggio 1975 al 2004, la RIANZ  ha pubblicato anche una classifica annuale a livello nazionale dei singoli e degli album pubblicati in Nuova Zelanda. Dall'aprile 2007 all'ottobre 2011, le classifiche sono state visualizzate e archiviate sul sito web radioscope.net.nz che elencava 13 diverse classifiche, in particolare la RadioScope100 e la NZ40 Airplay Chart. Nel novembre 2011, RIANZ ha lanciato un sito web aggiornato per le classifiche.
Il 19 giugno 2021 è stata lanciata Te Reo Māori Singles Chart per le prime dieci canzoni in lingua maori, per le canzoni con almeno il 70% di testo scritto nella lingua. Nel 2024 la classifica è stata rinominata Official Aotearoa Music Charts, con il lancio di un nuovo sito internet associato in lingua inglese e maori.

## Certificazioni
Le certificazioni oro e platino vengono assegnate una volta che un'uscita raggiunge le soglie di qualificazione, che si basano sulle vendite al dettaglio ammissibili in classifica e sui dati degli stream equivalenti a pagamento. Le certificazioni vengono pubblicate nel database radioscope.net.nz con aggiornamenti settimanali.
Da giugno del 2016, il metodo per determinare le certificazioni è cambiato in un sistema basato sul numero vendite fisiche, vendite digitali e streams. Per i singoli, 175 streaming sono considerati pari a una vendita fisica. Per gli album, viene utilizzato invece il sistema Stream Equivalent Album (SEA).
Un singolo si qualifica per la certificazione di disco d'oro se supera i 15.000 punti e la certificazione platino se supera i 30.000 punti. Un album invece si qualifica per la certificazione d'oro se supera i 7500 punti e la certificazione come disco di platino se va oltre i 15.000 punti.
| Formato/prodotto | Oro    | Platino |
| ---------------- | ------ | ------- |
| Singoli          | 15.000 | 30.000  |
| Album            | 7.500  | 15.000  |
| DVD musicali     | 2.500  | 5.000   |

## Record

### Singoli
- L'artista/i con più singoli posizionati primi in classifica: Michael Jackson, U2 e Katy Perry con 8 singoli ciascuno
- L'artista neozelandese con più singoli posizionati primi in classifica: Deep Obsession, 3 singoli
- L'artista con più brani musicali entrati in classifica: Madonna, 53 brani
- L'artista neozelandese con più brani musicali entrati in classifica: Shihad, 25 brani
- Il brano rimasto più tempo in classifica: "Blue Monday" dei New Order, 74 settimane in classifica
- Il brano neozelandese rimasto più tempo in classifica: "Always On My Mind" di Tiki Taane, 55 settimane

### Album
- L'artista con più album posizionati primi in classifica: U2, 13 album
- L'artista/i neozelandese con più album posizionati primi in classifica: Hayley Westenra, Shihad e Local Act: 5 album ciascuno
- L'artista con più album entrati in classifica Elton John, 35 album
- L'artista neozelandese con più album entrati in classifica: Split Enz, 14 voci
- L'album rimasto più tempo in classifica: Dark Side of the Moon dei Pink Floyd, 297 settimane
- L'album neozelandese rimasto più tempo in classifica: Based on a True Story dei Fat Freddy's Drop, 108 settimane
- L'album rimasto più tempo al nº 1: 21 di Adele, 28 settimane
- L'album neozelandese rimasto più tempo al nº 1: Pure di Hayley Westenra, 19 settimane

### Artisti con il maggior numero di successi
Questi dati includono anche le canzoni in cui gli artisti sono ospiti.
| Artista             | Numero di singoli posizionati al primo posto | Singolo rimasto più a lungo nº 1                       | Totale settimane al nº 1 |
| ------------------- | -------------------------------------------- | ------------------------------------------------------ | ------------------------ |
| The Beatles         | 14                                           | "Hey Jude" (5 settimane)                               | 31                       |
| Katy Perry          | 9                                            | "Roar" (11 settimane)                                  | 30                       |
| Michael Jackson     | 8                                            | "Beat It", "Black or White" (5 settimane ciascuno)     | 28                       |
| U2                  | 8                                            | "One Tree Hill" (6 settimane)                          | 23                       |
| Rihanna             | 8                                            | "We Found Love" (9 settimane)                          | 33                       |
| Mariah Carey        | 8                                            | "I'll Be There", "Endless Love" (5 settimane ciascuno) | 19                       |
| Eminem              | 7                                            | "Without Me" (7 settimane)                             | 29                       |
| Akon                | 7                                            | "Moonshine" (7 settimane)                              | 23                       |
| Bee Gees            | 7                                            | "Tragedy" (6 settimane)                                | 17                       |
| Justin Bieber       | 8                                            | "Despacito (Remix)" (13 settimane)                     | 43                       |
| Beyoncé             | 6                                            | “Sweet Dreams" (3 settimane)                           | 13                       |
| Chris Brown         | 6                                            | "Forever" (8 settimane)                                | 26                       |
| The Black Eyed Peas | 6                                            | "I Gotta Feeling" (9 settimane)                        | 20                       |
| ABBA                | 6                                            | "Fernando" (9 settimane)                               | 17                       |
| Kanye West          | 6                                            | "Knock You Down" (6 settimane)                         | 16                       |
| Post Malone         | 6                                            | "Rockstar" (8 settimane)                               | 15                       |